# Jesper Rofelt
Jesper Rofelt (født 28. november 1969) er en dansk filminstruktør, manuskriptforfatter, konceptudvikler og producer inden for TV, film, reklame og radio. I 2017 instruerede han sin første spillefilm, Dan-Dream. Hans arbejde inkluderer bl.a. Banjos Likørstue, Drengene fra Angora, Krysters Kartel, Osman & Jeppe, Minkavlerne og Klovn.